# لوكا لابورنيك
لوكا لابورنيك (بالسلوفينية: Luka Lapornik)‏ مواليد 24 أكتوبر 1988 في تسليه، جمهورية يوغوسلافيا الاشتراكية الاتحادية، هو لاعب كرة سلة سلوفيني. بدأ مسيرته الاحترافية في سنة 2007. يلعب مع جوفينتوت بادالونا في الدوري الإسباني لكرة السلة. يحمل الرقم 24.

## المسيرة الاحترافية
لعب مع نادي شينتجور لكرة السلة من سنة 2007 إلى 2010، ثم لعب مع زلاتوروج لاشكو من سنة 2010 إلى 2013، ثم لعب مع نادي كركا لكرة السلة من سنة 2013 إلى 2016، ثم لعب مع جوفينتوت بادالونا في الدوري الإسباني في سنة 2016.

## روابط خارجية
- لوكا لابورنيك على موقع الاتحاد الدولي لكرة السلة (الإنجليزية)
- لوكا لابورنيك على موقع الدوري الإسباني لكرة السلة (الإسبانية)
- لوكا لابورنيك على موقع كرة السلة الأوروبية.كوم (الإنجليزية)
- لوكا لابورنيك على موقع ريلجم (الإنجليزية)
- لوكا لابورنيك على موقع بروبوليرز (الإنجليزية)
- لوكا لابورنيك على موقع سبورتس رفرنس (الإنجليزية)